# مخطوطات الكتاب المقدس
مخطوطات الكتاب المقدس، هي النسخ أو أجزاء النسخ القديمة، والتي تعود للكتاب المقدس. يبلغ عددها أكثر من 15,000 مخطوطة يرجع أقدمها للقرن الأول قبل الميلاد لسفر اشعياء.
وقد تم اكتشاف مخطوطات ضمن مخطوطات البحر الميت.

## ما هي المخطوطات
المخطوطة تعني الوثيقة التي دونت بخط اليد، سواء كانت كتابة، أو بالحفر. فإنه يعلم كل من درس شيئاً عن المخطوطات القديمة أن هناك آلافاً من المخطوطات القديمة سواء كانت للعهد القديم أو للعهد الجديد أو الكتاب المقدس بكامله. وهذه المخطوطات موجودة في مختلف متاحف العالم الشهيرة. والاكتشافات الحديثة لبعض المخطوطات تعطينا مزيداً من الضوء بشأن الكتاب المقدس. والذي يقارن بين مخطوطات الكتاب المقدس القديمة، ومخطوطات بعض الكتابات الكلاسيكية القديمة أيضاً، مثل كتابات هوميروس وما إلى ذلك، يدهشه حقاً أن يرى توافقاً كبيراً بين مخطوطات الكتاب المقدس، يكتشف العدد الكبير لمخطوطات الكتاب المقدس.
مخطوطات الكتاب المقدس وترجمتها بلغة العربية …

## تحديد تواريخها
يستطيع العلماء أن يحددوا تاريخ المخطوطات المختلفة بدقة عن طريق استخدام جهاز خاص لذلك يقوم بتحليل الحبر أو المادة المكتوب عليها وفحص ما يسمى بالكربون المشع أو الكربون رقم 13 كما يمكن التعرف على تاريخ كتابة المخطوطات من نوع الخط المكتوب به كالكوفي والكوفي المعدل والنسخ في اللغة العربية، وفي الكتابة بحروف منفصلة أو حروف متصلة في المخطوطات اليونانية، وما إلى ذلك.
ومخطوطات الكتاب المقدس الموجودة بين أيدينا اليوم تعود في تاريخ نقلها عن مخطوطات سابقة إلى سنوات قريبة من تاريخ كتابة نسخها الأصلية، بينما نجد أن أقدم مخطوطات كتابات أفلاطون مثلاً تعود إلى 1300 سنة بعد وفاته. ولا توجد مخطوطة لكتابات ديموشين أقدم من 1200 سنة بعد وفاته. وبينما دون تاسيتوس أربعة عشر كتاباً في «التاريخ» عام 100 ميلادية تقريباً، لا يوجد لدينا اليوم منها سوى مخطوطات أربعة كتب ونصف، يعود أقدمها للقرن التاسع الميلادي ! يوجد لدينا اليوم أكثر من عشرة آلاف مخطوطة للكتاب المقدس أو أحد أجزائه.

## مخطوطات الكتاب المقدس العبري (أو «التناخ»)

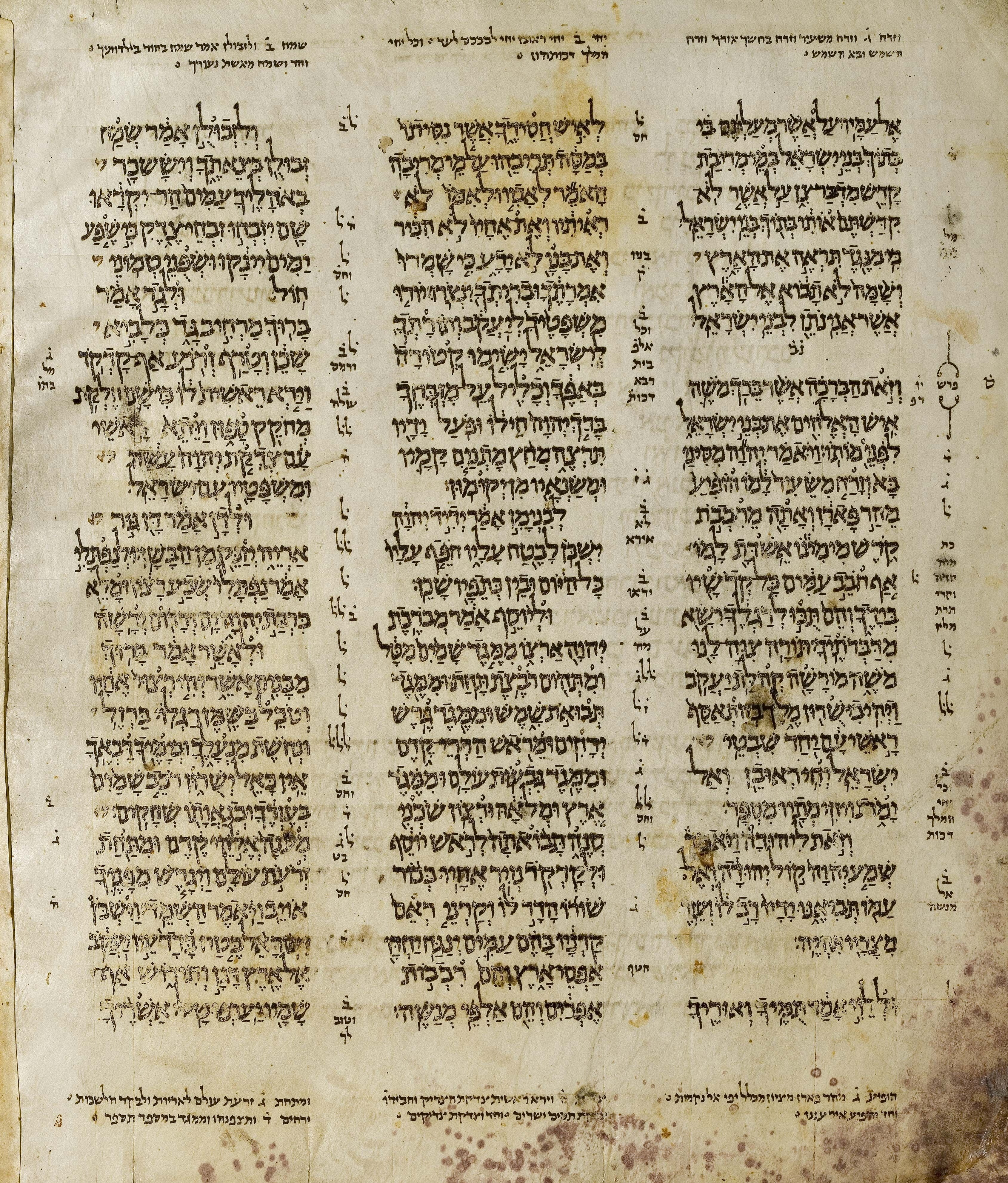
A page from the مخطوطة حلب, Deuteronomy.

مخطوطة حلب (920 م) ومخطوطة ليننغراد (1008 م) كانتا أقدم المخطوطات باللغة العبرية للتناخ. إكتشاف مخطوطات البحر الميت 1947 في قمران دفع تاريخ مخطوطات التناخ إلى العودة ألف عام من أقرب مخطوطتين كاملتين. قبل هذا الاكتشاف كانت أقرب المخطوطات الموجود للعهد القديم باللغة اليونانية في مخطوطات مثل الفاتيكانية والسينائية. من حوالي 800 مخطوطة عثر عليها في قمران، وجد بينهم 220 تخص التناخ. كل الأسفار من التناخ ممثلة باستثناء سفر أستير؛ ومع ذلك، فإن معظمها مجزأة. ومن الجدير بالذكر أن هناك مخطوطتان من سفر إشعياء، واحدة كاملة وأخرى حوالي 75% كامل منها. يرجع تاريخ تلك المخطوطات عادة ما بين 150 قبل الميلاد إلى 70 ميلادياً.
يرجع تاريخ جزء من مخطوطة للعهد القديم إلى القرن الأول الميلادي أو ربما القرن الثاني، وهي جزء من مخطوطة مكتوبة على ورق البردى تُعرف باسم «بردية ناش بردية ناش» وتشمل الوصايا العشر كما نجدها في الإصحاح الخامس من سفر التثنية، وكذلك: «اسمع يا إسرائيل...» (سفر التثنية، الإصحاح السادس، والآيات من 4 – 6، وهي التي بمثابة إقرار إيمان شعب الله القديم. كما عثر أيضاً على أجزاء كثيرة من العهد القديم، والتي يعود بعضها إلى القرن الخامس الميلادي التي اكتشفت في مجمع اليهود بحي مصر القديمة بالقاهرة. على أن أهم المخطوطات ذات الشأن التي كانت بين أيدينا قبل اكتشاف مخطوطات البحر الميت مخطوطات البحر الميت عام 1947 م هي ما يلي:
1. مخطوطة القاهرة Cairo Codex التي كانت في معبد موسى الدرعى لليهود القرائين بالعباسية بالقاهرة وتشمل كتابات الأنبياء وتاريخ كتابتها سنة 895 م.
2. مخطوطة ليننغراد الخاصة بالأنبياء وتشمل نبؤات إشعياء وأرمياء وحزقيال والأنبياء الصغار الإثني عشر، وتم نسخها عام 916 م.
3. مخطوطة حلب التي تشمل العهد القديم (كاملا) وتاريخ كتابتها 925 ميلادية.
4. مخطوطة المتحف البريطاني وهو تشمل الكتب الخمسة الأولى وتاريخها 950 ميلادية.
5. مخطوطة روشلين التي تشمل الأنبياء، وقد تم نسخها عام 1105 ميلادية.
6. مخطوطة ليننغراد (أقدم مخطوطة كاملة) التي تم نسخها عام 1108 ميلادية، وتشمل العهد القديم كله.

وهناك أيضاً قطعة بردية باللغة اليونانية لحوالي خمس عشرة آية من سفر التثنية تعود بنا إلى القرن الثاني الميلادي وهي موجودة في مكتبة جون رايلاندز في مانشستر بإنجلترا، إلا أن مخطوطات البحر الميت (قمران) والتي اكتشفت في منطقة خرائب قمران في الساحل الشمال الشرقي لمدينة القدس، وضعت بين أيدينا درجين لسفر أشعياء أحدهما يقارب النص الحالي، ويعود للقرن الثاني قبل الميلاد، والدرج الآخر نسخة مختصرة، ومعه نص سفر حبقوق وتفسير له. وقد اكتشف هذا في الكهف الأول. ودأب علماء الحفريات والبدو على البحث والتنقيب في هذه المنطقة ما بين سنة 1952 م وسنة 1956 م واكتشفوا مزيداً من النصوص في عشرة كهوف أخرى فوجدوا في الكهف الحادي عشر 41 مزموراً من المزامير التي بين أيدينا اليوم، كما اكتشفوا أجزاء من أكثر من مائة درج أخرى تشمل بعض الآيات من كل أسفار العهد القديم ما عدا سفر أستير بالإضافة لنصوص أخرى مثل وثيقة دمشق وكتاب إدريس وغيرها.
وتعود هذه المخطوطات إلى ما بين القرنين الأول والثاني قبل الميلاد والقرن الأول الميلادي. ويلاحظ كل من يدرس هذه النصوص أنها تطابق النص الموجود بين أيدينا اليوم.

### مخطوطات التناخ الموجودة
| نسخة                       | أمثلة                                                   | لغة                                    | تاريخ الكتابة  | أقدم نسخة                                                                                           |
| -------------------------- | ------------------------------------------------------- | -------------------------------------- | -------------- | --------------------------------------------------------------------------------------------------- |
| المخطوطات الفضية           |                                                         | عبرية مكتوبة بالأبجدية العبرية القديمة | 650 - 587 ق.م  | 650 - 587 ق.م، تمائم بالبركة الكهنوتية مسجلة في سفر العدد                                           |
| مخطوطات البحر الميت        | مخطوطات البحر الميت                                     | عبرية، وآرامية، ويونانية               | 150 ق.م - 70 م | 150 ق.م – 70 م                                                                                      |
| السبعونية                  | الفاتيكانية، السينائية وبرديات أخرى أقدم                | يونانية                                | 300 – 100 ق.م  | القرن الثاني ق.م (أجزاء) القرن الرابع م (كاملة)                                                     |
| بشيطتا                     |                                                         | سريانية                                |                | أوائل القرن الخامس الميلادي                                                                         |
| فولغاتا                    | Codex Amiatinus                                         | لاتينية                                |                | أوائل القرن الخامس الميلادي أوائل القرن الثامن الميلادي (كاملة)                                     |
| الماسورتية                 | مخطوطة حلب، مخطوطة ليننغراد ومخطوطات أخرى غير كاملة     | عبرية                                  | 100 م          | القرن العاشر الميلادي                                                                               |
| أسفار موسى الخمسة السامرية |                                                         | التوراة السامرية                       | 200–100 ق.م    | أقدم مخطوطة موجودة، القرن الحادي عشر الميلادي; أقدم مخطوطة لعلماء موجودة، القرن السادس عشر الميلادي |
| تارجوم                     |                                                         | آرامية                                 | 500–1000 م     | القرن الخامس الميلادي                                                                               |
| المخطوطات القبطية          | Crosby-Schøyen Codex, British Library MS. Oriental 7594 | قبطية                                  |                | القرن الثالث أو الرابع الميلادي                                                                     |

## مخطوطات للعهد الجديد

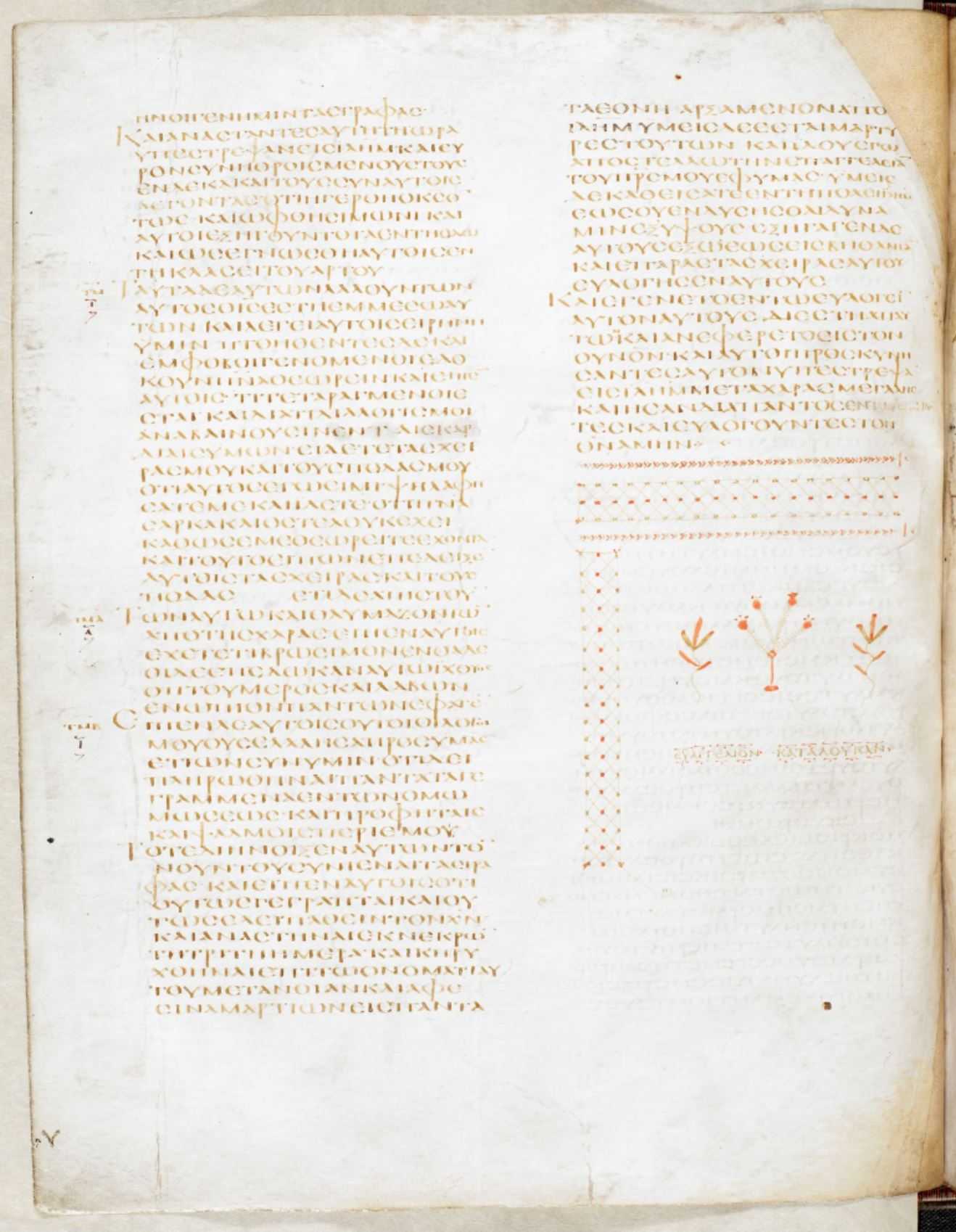
مخطوطة الإسكندرية f41v - لوقا

يقول أ. ت. روبرتس (مؤلف كتاب في قواعد اللغة اليونانية للعهد الجديد): أنه يوجد نحو عشرة آلاف مخطوطة للفولجاتا اللآتينية، وعلى الأقل ألف مخطوطة من الترجمات القديمة، ونحو 5300 مخطوطة للعهد الجديد بكاملة، كما يوجد لدينا اليوم 24000 مخطوطة لأجزاء من العهد الجديد، كما أننا نقدر أن نجمع أجزاء كثيرة من العهد الجديد من اقتباسات الكتاب المسيحيين الأولين.

### مخطوطات جون رايلاند
130 م مخطوطات جون رايلاند John Ryland في مكتبة مانشستر بإنجلترا وهي أقدم المخطوطات، وقد وجدت في مصر. هي مقتطفات من إنجيل يوحنا، مع أن المعروف أن هذا الإنجيل كتب في آسيا الصغرى. وهي تؤكد أن الإنجيل كتب حوالي نهاية القرن الأول الميلادى.

### مخطوطات تشسترى بيتى
200 م مخطوطات تشسترى بيتى CHESTER BEATTY PAPYRI [الإنجليزية]، وهي موجودة في متحف بيتى في دبلن، وجزء منها في جامعة ميتشجان.. وهي من ورق البردى، وتحتوى ثلاثة منها على معظم العهد الجديد. وهي أقرب المخطوطات إلى النص الأصلى من جهة تاريخية.

### بردية بُدمر
150 م - 200 م بردية بُدمر BODMER، موجودة بمكتبة بدمر (Bodmer Library) [الإنجليزية] وتحوى معظم إنجيل يوحنا، وهي أهم مخطوطة بعد مخطوطات تشستر بيتى، وكثيرون من العلماء يرجعون تاريخها إلى منتصف القرن الثاني، إن لم يكن إلى النصف الأول منه.

### النسخة الفاتيكانية
325 م - 350 م النسخة الفاتيكانية، وهي موجودة في مكتبة الفاتيكان وتحوى كل الكتاب المقدس تقريباً، وهي من أثمن مخطوطات الكتاب المقدس باليونانية. النسخة الفاتيكانية " B(.3): كُتبت غالباً في الأسكندرية، ومن المعروف إن النص السكندري يتميز بالدقة، وقد كُتِبت باليونانية بأمر الملك قسطنطين سنة 328 م على أفضل أنواع الرقوق المصنوعة من جلد الظباء وذلك عندما أصدر قسطنطين أمره بنسخ 50 نسخة من الكتاب المقدس على نفقة الدولة، ونقلت من مصر إلى الفاتيكان في زمن غير معروف، وذكرت ضمن محتويات مكتبة الفاتيكان سنة 1475 م، وعندما تعرضت إيطاليا للغزو الفرنسي على يد نابليون بونابرت نقلت هذه المخطوطة إلى باريس ثم أعيدت إلى الفاتيكان، وتتكون من 759 ورقة تشمل العهد القديم بما فيه من الأسفار القانونية الثانية، وفقد منه سفر التكوين إصحاحات 1 – 46، والمزامير من 105 – 137. (انظر المزيد عن هذا الموضوع هنا في موقع الأنبا تكلا في أقسام المقالات والكتب الأخرى). كما شملت العهد الجديد باستثناء الرسائل الرعوية الثلاث وسفر الرؤيا، وتتكون الصفحات المدَّون عليها الأسفار الشعرية من عمودين، وباقي المخطوطة من ثلاثة أعمدة، وعدد السطور يتراوح بين 40، 44 سطراً في كل عامود، وهي محفوظة للآن في مكتبة الفاتيكان تحت رقم "يوناني 1209".

### النسخة السينائية
350 م النسخة السينائية المخطوطة السينائية، موجودة في المتحف البريطانى، وتحوى كل العهد الجديد ما عدا (مرقس 9:16 - 2، يوحنا 53:7 - 8: 11) كما تحوى أكثر من نصف العهد القديم. معروفة بالمخطوطة «ألف» وهي مكتوبة بخط جميل مع بعض الزخارف، وتحوي الصفحة أربعة أعمدة، وكل عمود يتكون من نحو 48 سطراً، ويرجع تاريخها إلي سنة 350 م، وقد إكتشفها «فريدريك قسطنطين تشندروف» Lobegott Friedrich Constantin (von) Tischendorf الذي قام بزيارة دير سانت كاترين في سيناء ثلاث مرات، وقام سنة 1844 م بالزيارة الأولة للدير، وأمضى عدة أسابيع في البحث والتنقيب دون جدوي، وفي النهاية وجد في سلة المهملات بعض الرقوق تمهيداً لحرقها، ومغطاة بمخطوط أنيق مضبوط أكثر من أي مخطوط رآه من قبل، ويشمل نصوص قديمة للكتاب المقدس، فحصل على 43 ورقة فقط وهي المحفوظة الآن في جامعة ليبرج.
وفي الزيارة الثانية للدير سنة 1853 م لم يعثر إلاَّ على قصاصة تحتوي على 11 سطراً من سفر التكوين. وفي الزيارة الثالثة والأخيرة للدير سنة 1859 م وكان مزوداً بتوصية من إمبراطور روسيا الأرثوذكسي، وقد أمضى وقتاً طويلاً ولم يعثر على ضالته المنشودة، فقرَّر أن يغادر الدير يوم 4 فبراير، وفي عصر ذلك اليوم تمشى مع أمين الدير وتبادلا الحديث، ودعاه أمين الدير لتناول مشروب معه في قلايته، وصرَّح له بأنه يقرأ من الترجمة السبعينية، وأطلعه على مجلد ملفوف بقماش أحمر، وما أن تصفَّحه تشندروف حتى كاد يرقص فرحاً، ولكنه أخفى مشاعره وتظاهر بعدم الاهتمام، وفي نهاية الجلسة طلب أن يأخذه إلى غرفته ليتصفحه فسمح له أمين الدير، وعندئذ تأكد أنه أمام كنز عظيم، وبعد مجهود كبير مع رئيس الدير استطاع أن يسلمها الدير هدية لقيصر روسيا عام 1859 م وإشترتها الحكومة البريطانية من الاتحاد السوفيتى بمائة ألف جنيه يوم عيد الميلاد سنة 1933 م.

### النسخة الإسكندرانية
400 م النسخة الإسكندرانية المخطوطة الإسكندرانية، وهي موجودة بالمتحف البريطانى، وتقول الموسوعة البريطانية أنها من المخطوطات القديمة، وتحوى كل الكتاب المقدس تقريباً، عُثِر عليها في الأسكندرية، ومدوَّن في صفحتها الأولى أنها نُسخت بيد سيدة شريفة مصرية اسمها تقلا، وهي مكتوبة باللغة اليونانية في أربع مجلدات ضخمة من الرقوق، وتشمل 773 ورقة من إجمالي نحو 822 ورقة K وتشمل العهد القديم بما فيه من أسفار المكابيين الأول والمكابين الثاني وطوبيت ويهوديت وحكمة يشوع بن سيراخ وحكمة سليمان، والصفحة بها عمودان وتتراوح السطور من 46 – 52 سطراً، ويرجع تاريخها إلى سنة 450 م. وظلت المخطوطة محفوظة في الإسكندرية، وعندما تولى كيرلس لوكاريوس بطريرك الروم الأرثوذكس بالإسكندرية بطريركية القسطنطينية سنة 162 م أخذها معه.
وفي سنة 1624 م سلَّمها للسفير البريطاني في تركيا لإهدائها لجيمس الأول ملك بريطانيا الذي قام بأعظم ترجمة من اليونانية إلى الإنجليزية، ولكن قبل وصول المخطوطة لبريطانيا كان الملك جيمس قد فارق الحياة، فأهداها السفير لإبنه الملك شارل الأول سنة 1628 م، وظلت محفوظة في المكتبة إلى أن نقلت سنة 1853 م للمتحف البريطاني بجانب المخطوطة السينائية.
ويقول العلامة ف. ز. هورت الذي قضى 28 سنة في دراسة نصوص العهد الجديد: " إن الكثرة من مخطوطات العهد الجديد والتي يعود الكثير منها إلى العصور الأولى التي تكاد تتصل بتاريخ كتابة النص الأصلى، تجعل نص العهد الجديد يقف فريداً بين كل الكتابات الكلاسيكية القديمة، ولا تدانيه في ذلك أي كتابات أخرى.

### النسخة الأفرامية Codex Ephraemi
450 م النسخة الأفرامية سفر أفرام، وهي موجودة في المكتبة الوطنية في باريس تحت «مجلد يوناني رقم 91» وتشمل العهد الجديد كله ماعدا رسالة تسالونيكي الثانية و رسالة يوحنا الثانية، بالإضافة إلى أكثر من نصف العهد القديم، وسبب تسميتها بالإفرامية إن الكتابة عليها كانت قد بهتت في القرن الثاني عشر، ولندرة الرقوق قام أحد النساخ بمحو الكتابة القديمة على قدر ما استطاع، وسجل عليها عظات مارإفرام السرياني بالترجمة اليونانية، وقد استطاع العلماء بالطرق العلمية الحديثة إزالة عظات مارإفرام وقراءة الكتابة الأصلية.

### النسخة الأخميمية
400 م النسخة الأخميمية التي إكتشفها العالِم «شستر بيتي ألفرد تشستر بيتي» في بلدنا 1930 / 1931 م ويرجع تاريخها للقرن الثالث الميلادي، وهي محفوظة في لندن أيضاً ومعروفة ب Papprus 45, 46, 47، فالبردية "P45" تحوي 1/7 الإناجيل الأربعة تقريباً مع سفر أعمال الرسل، والبردية "P46" تحوي جزءاً كبيراً من رسائل معلمنا بولس الرسول بولس الطرسوسي باستثناء الرسائل الرعوية، والبردية "P47" تحتوي علي ثلث سفر الرؤيا تقريباً.

## مخطوطات البحر الميت
هو الاسم الذي يطلق على مجموعة من المخطوطات ترجع في أصلها إلى جماعة دينية قديمة كانت تعيش بالقرب من البحر الميت.
الاكتشافات الأولى: لا نعلم على وجه اليقين متى اكتشفت أولى هذه اللفائف، ولكن الأرجح أن ذلك حدث في سنة 1947 م. فقد جال أحد البدو يبحث عن شاته الضالة فدخل إلى أحد الكهوف في المنحدرات العالية في وادي قمران على بعد نحو ميل إلى الغرب من الطرف الشمالي الغربي للبحر الميت. وعلى بعد يزيد قليلاً عن ثمانية أميال إلى الجنوب من أريحا. تعثرت أقدام البدوي في عدة جرار يبلغ ارتفاع الجرة منها أكثر من قدمين، ونحو عشر بوصات في العرض، وجد بها رقوقاً من الجلد ملفوفة في نسيج من كتان، فأخذها من الكهف سراً وذهب بها لأحد محال التحف الأثرية في بيت لحم، فأشترى البعض منها، ووصل الباقي إلى يد رئيس دير السريان الأرثوذكسي في أورشليم.
وقام عدد من العلماء بفحص اللفائف في 1947 م، وقد ظن البعض في البداية أنها مخطوطات مزيفة، ولكن أ. ل. سوكنك من الجامعة العبرية بأورشليم، أثبت أنها مخطوطات أثرية قديمة واستطاع شراء ثلاث منها. ونقلت بعض المخطوطات إلى المعاهد الأمريكية المختصة بالأبحاث الشرقية، حيث تحقق مديرها مستر ج. تريفر من قيمتها ونجح في تصويرها، وأرسل بعض صورها إلى و.ف.أولبريت – العالم في الأركيولوجية الكتابية. وقد قرر هذا العالم أن هذه اللفائف تعتبر أهم كشف لمخطوطات العهد القديم، وعندما تأيديت أهمية هذه اللفائف، قامت الحرب بين العرب وإسرائيل في سنة 1948 م، فحالت دون تحديد موقع الكهف الأول والتنقيب فيه تنقيباً علمياً، وهو ما قام به في 1949 م ج.ل.هاردنج من إدارة الأثار الأردنية، ومستر ى.ديفو من مدرسة التوراة في أورشليم فاستطاعا استعادة مئات القصاصات من المخطوطات الكتابية وغير الكتابية، والأبوكريفية التي لم يكن بعضها معروفاً من قبل. لقد كان الكهف مستودعاً لمكتبة تتكون من نو مائتي لفافة، ويحتمل أن الأيدي قد امتدت إليها من قبل إذا صحت رواية يوسابيوس من أن أوريجانوس استخدم ترجمة يونانية لسفر المزامير وجدت في كهف بالقرب من أريحا. وقد تكون هي نفس المكتبة التي وصفت بأنها «بيت الكتب الصغير» الذي وجده أحد الرعاة بالقرب من أريحا في نحو عام 800 م، وبلغ خبره البطريرك النسطوري تيموثاوس الأول، وكانت الحرب الفلسطينية دافعاً إلى نقل اللفائف، التي كانت في حوزة البطريرك السرياني إلى الولايات المتحدة في 1948 م حيث نشرها م.باورز، ج.تريفر، وهـ. براونلي. وقد اشتملت هذه اللفائف على لفافة كاملة لنبوة إشعياء، وتعليق على سفر حبقوق، ووثيقة أطلق عليها باروز اسم «كتاب النظام» لأنه كان يشتمل على القواعد التي تحكم حياة الجماعة في قمران ولم يمكن في البداية فض إحدى اللفائف التي ظنوا في البداية أنها «سفر لامك» الأبوكريفي، فلم تفتح اللفافة إلا في 1956 م وثبت أنها الإصحاحات الأولى من سفر التكوين بصياغة أخرى وقد نشر في 1956 م تحت اسم «التكوين الأبوكريفي». أما اللفائف التي حصل عليها أ.ل.سوكنك، فكانت تشتمل على لفافة غير كاملة لسفر إشعياء، ومخطوطة عن الحرب، وأربعة أجزاء من مجموعة من ترانيم الشكر، وقد نشر كل المجموعة في 1954 م، يادين بن سوكنك – بعد موت أبيه – تحت عنوان: «كنز اللفائف المخبوءة». كما نشر دكتور بارثلمي، ج.ت.ميليك القصاصات التي وجدت في الكهف الأول في قمران في 1955 م تحت اسم «قمران – الكهف الأول». ثم تتالت الاكتشافات من عام 1951 م وحتى عام 1955 م.